# Birchtilo
Birchtilo († nach 1005) war ab spätestens 990 als Graf in der Landgrafschaft Breisgau. Es besteht die Möglichkeit, dass unter den 982 in der Schlacht bei Cotrone Gefallenen ein Breisgaugraf mit demselben Namen war und dieser sein Vater gewesen war. Da Birchtilo ein Kosename von Berthold ist und dieser Graf Berthold I. wäre, wird sein mutmaßlicher Sohn auch als Berthold II. bezeichnet.
Um das Jahr 993 gründete Birchtilo in Sulzburg das Kloster St. Cyriak. Er wollte in der Klosterkirche St. Cyriak begraben werden und schenkte dem Kloster zum Unterhalt alles, was er an ererbtem Gut in Weiler (beim jetzigen Badenweiler), Rinken (bei Steinenstadt), Rimsingen, Reuthe, Vörstetten und Buggingen besaß. In einer weiteren Urkunde von 993 wird berichtet, dass Birchtilo mit Erfolg König Otto III. davon überzeugen konnte, das Königsgut in Sulzburg zu Gunsten des Klosters aufzugeben.
Eduard Heyck sieht eine geringe Chance, dass nicht Birchtilo das Kloster gegründet hat, sondern ein Kleriker namens Becilin. Dieser ließ am 25. Juni 1004 für das Kloster durch den Basler Bischof Adalbero II. bei König Heinrich II. die Erlaubnis zur Errichtung eines Marktes mit Zoll, Marktgericht und Marktfriedensschutz in Rinken erwirken.
Alfons Zettler sieht in Becilin den selbst ins Kloster eingetretenen Birchtilo. Dieser habe das Kloster aus Furcht vor dem drohenden Ende der Welt anlässlich der Jahrtausendwende gegründet und sei vom Grafenamt zurückgetreten. Nach Zettlers Auslegung schenkte Becilin/Berchtilo das Sulzburger Kloster im Jahr 1010 zusammen seinem Bruder Gebhard (Gebizo) dem Hochstift Basel.
Heyck sieht in Berchtilo und Gebizo bereits die Erben des Klostergründers, die ihm wegen dessen frühen Todes noch nicht nachfolgen konnten. Diesen datiert Heck auf „ca 1005“, da in den Jahren 1006, 1007 und bei besagter Schenkung 1010 ein Adalbero im Grafenamt erwähnt wird. Adalbero ist für Heyck der Bruder von Berchtilo und damit der Onkel von dessen Söhnen Berchtilo und Gebizo.
Bei dieser Schenkung waren seiner Ansicht nach zudem die burgundischen Grafen Rudolf und Berthold präsent, die in den Jahren 1010 bis 1019 mehrfach zusammen auftraten. Rudolf ist der spätere Großvater des Gegenkönigs Rudolf von Rheinfelden. Berthold hält Heyck für Bezelin von Villingen, den Vater von Berthold I. († 1078), des ersten Zähringer-Herzogs. Wibald von Stablo (1098–1158) erwähnte beide in einem Stammbaum Friedrich Barbarossas und seiner ersten Gemahlin Adela von Vohburg.
Für Zettler ist Bezelin von Villingen der 998 erwähnte Graf im Thurgau, der sich in dieser Zeit mit Otto III. auf Italienzug begab und 999 dort für seine treuen Dienste, zu denen angeblich auch die Gefangennahme  des Gegenpapstes Johann XVI. zählte, Markt-, Münz- und Zollrechte für seine Besitzungen in der Baar um Villingen erhielt.
Heyck attestiert diese Ereignisse dem Breisgaugrafen Birchtilo, den er als Vorfahre der Zähringer betrachtet. Er beruft sich dabei auf die um 1300 entstandene Zähringergenealogie der Mönche im Kloster St. Peter auf dem Schwarzwald. Nach Zettler erklärten die Mönche darin Birchtilo und Gebizo (Gebhard) zu Vorfahren der Zähringer-Klostergründer Berthold II. und Gebhard III. von Zähringen, um die Bedeutung ihres „erst“ im elften Jahrhundert gegründeten Klosters im Vergleich zum älteren Sulzburger Kloster zu steigern.